# التحالف من أجل تحول ليبيريا
التحالف من أجل تحول ليبيريا كان ائتلافًا سياسيًا تم تشكيله لخوض الانتخابات العامة الليبيرية لعام 2005. في البداية، تألف التحالف من حزب العمل الليبيري وحزب توحيد ليبيريا والحزب الديمقراطي الشعبي في ليبيريا.
في انتخابات عام 2005، احتل المرشح الرئاسي للتحالف فارني شيرمان المرتبة الخامسة من بين 22 مرشحًا، وفاز بنسبة 7.8٪ من الأصوات. بعد ذلك أيد جورج ويا من حزب المؤتمر للتغيير الديمقراطي في انتخابات الإعادة الرئاسية.
كان التحالف أكثر نجاحًا في الانتخابات التشريعية المتزامنة، حيث فاز بسبعة مقاعد في مجلس الشيوخ، أكثر من أي حزب أو تحالف سياسي أخر، وثمانية مقاعد في مجلس النواب.
انسحب الحزب الديمقراطي الشعبي في عام 2006، واندمج حزب التوحيد وحزب العمل مع حزب الوحدة الحاكم في عام 2010، مما أدى إلى إنهاء الائتلاف فعليًا.